# Großtrappe

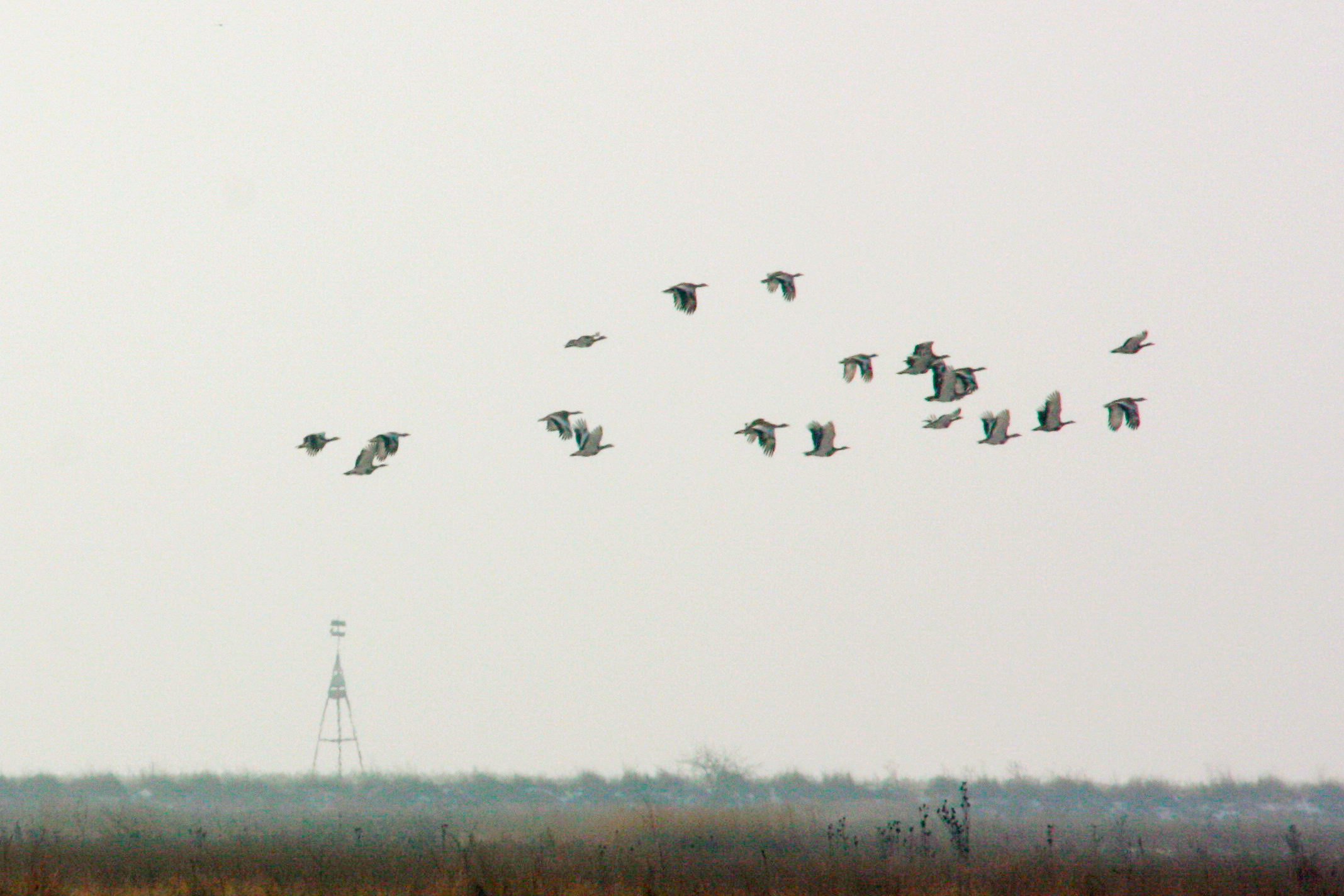
Fliegende Großtrappen

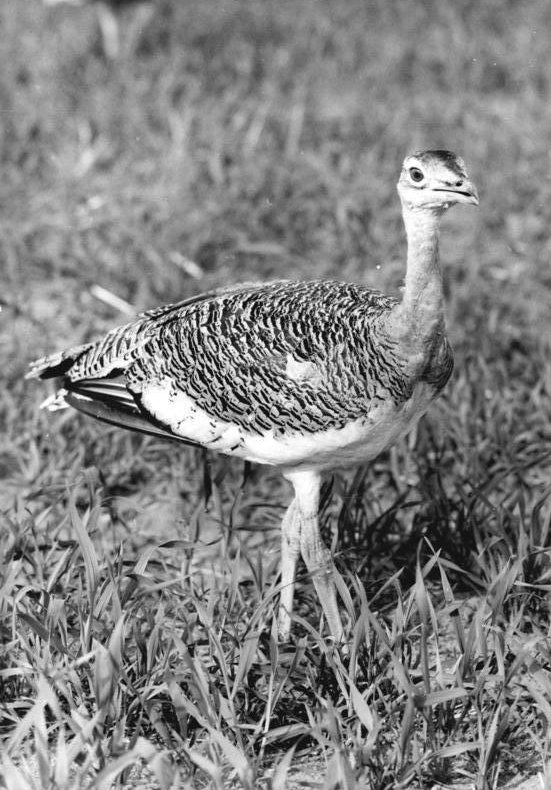
Großtrappe aus einem Aufzuchtprogramm im ehem. Bezirk Magdeburg, 1981

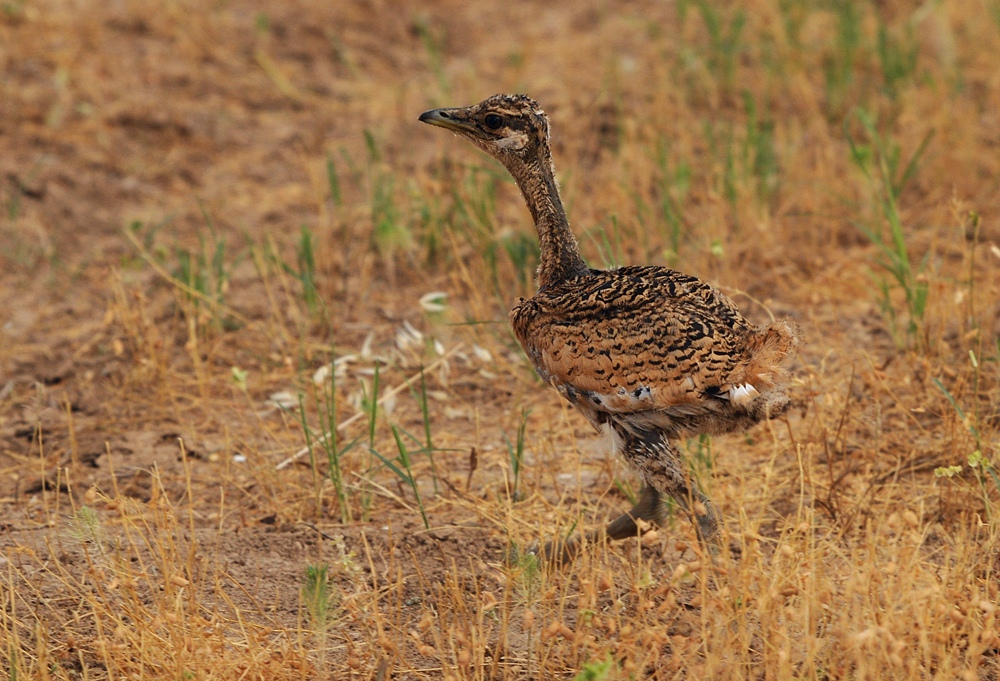
Jungvogel der Großtrappe

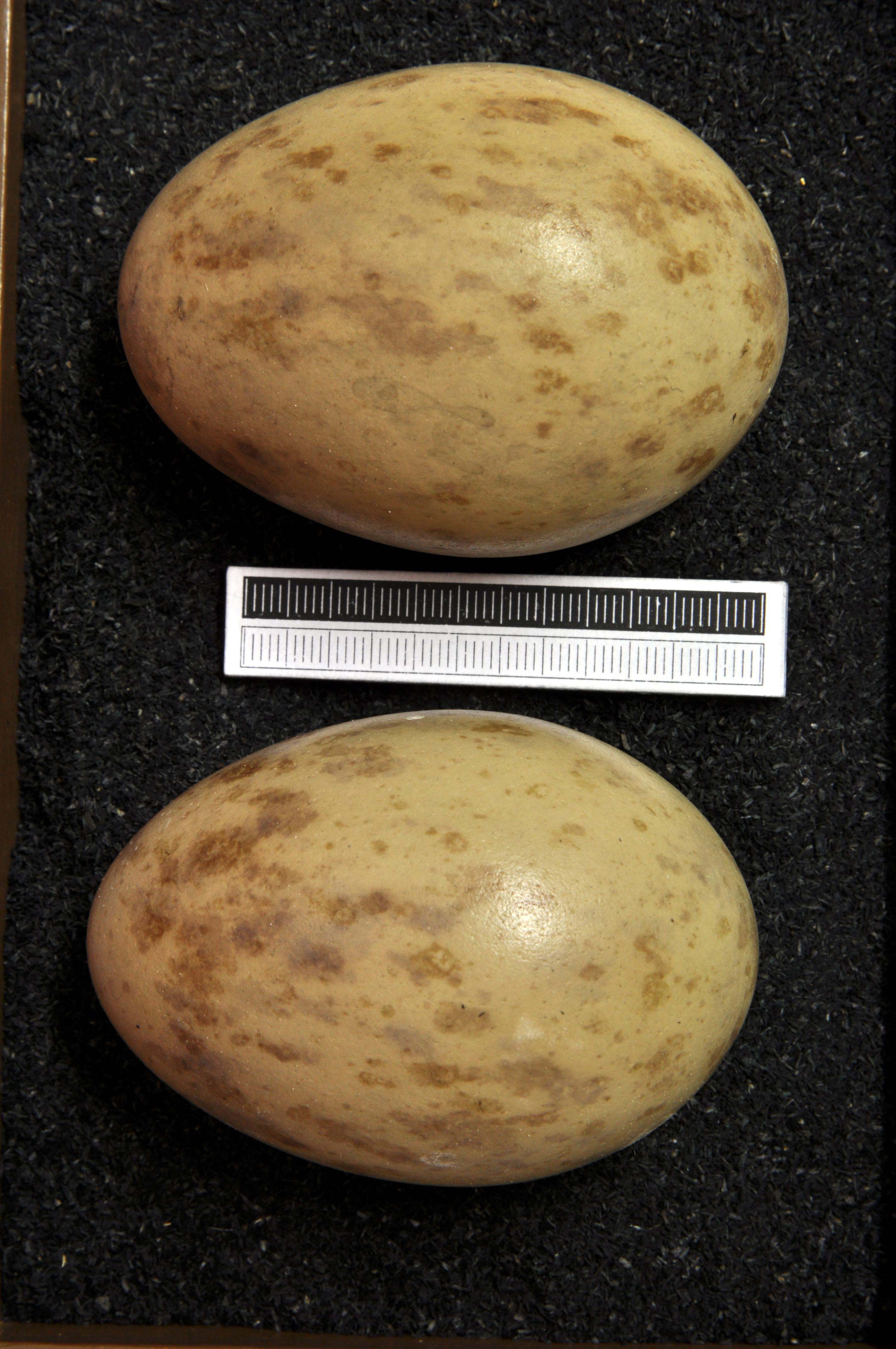
Gelege, Sammlung Museum Wiesbaden

Die Großtrappe (Otis tarda) ist ein Vogel aus der Familie der Trappen (Otididae). Mit einem Gewicht von bis zu 16 kg zählt sie zu den schwersten flugfähigen Vögeln der Welt. Die Art besiedelt weiträumig offene Landschaften, wie es sie natürlicherweise in Mitteleuropa nach der letzten Eiszeit nicht mehr gab, aber vom Menschen als Kulturlandschaft wieder geschaffen wurde. Durch Veränderungen dieser Kulturlandschaften in den jüngsten zwei Jahrhunderten ging der mitteleuropäische Bestand fast vollständig zugrunde. Die wenigen Reliktvorkommen bedürfen heute eines aufwendigen Schutzes.

## Erscheinungsbild
Mit einer Körperlänge von etwa 105 Zentimetern, einer Flügelspannweite von rund 240 Zentimetern sowie einem Gewicht zwischen 8 und 15 Kilogramm gehört die Großtrappe – allerdings nur im männlichen Geschlecht – zu den größten Vogelarten in der mitteleuropäischen Tierwelt. Weibchen bleiben wesentlich kleiner bei einem Gewicht von bis zu 5,3 Kilogramm.
Das Gefieder ist am Kopf hellgrau, am Hals bei der Henne ebenfalls ganz hellgrau, beim Hahn oben weiß und dann in fließendem Übergang rostbraun. An der Körperoberseite findet sich eine rostbraun-dunkelbraune Sperberung (d. h. ein bänderförmiges Scheckenmuster), während die Körperunterseite wiederum hellgrau gefärbt ist. Beim Hahn fällt der rostbraune Farbton deutlich intensiver aus als bei der Henne. Zudem entwickeln Hähne ab einem gewissen Alter beidseitig unterhalb des Schnabelgrundes einen langen Federbart, der normalerweise schräg nach unten und hinten weist. Die massige Gestalt dieser Vögel wird von entsprechend kräftigen Beinen getragen.

## Verbreitung
Die Großtrappe bewohnte Steppen auf Schwarzerdeböden und auch Heide- und Brachflächen auf guten Böden, in einem großen, jedoch unzusammenhängenden Gebiet von Marokko über die Iberische Halbinsel, Mitteleuropa und Zentralasien bis zur Mongolei. Heute kommen sie in West- und Mitteleuropa in zu Acker und Grünland umgewandelten ehemaligen Heide- und Brachflächen vor. Vor allem in Mitteleuropa ist sie inselhaft und sehr lokal anzutreffen, wie z. B. in Brandenburg. Gemäß der Einordnung des IUCN gilt die Art als vulnerable, das heißt gefährdet.
Der Bestand in Europa hat in den letzten Jahren in einigen Ländern durch Schutzmaßnahmen zugenommen, wobei die Gesamtbestandszahl nur mit einer gewissen Ungenauigkeit angegeben werden kann. So gab es im Jahr 2004 in Europa 35.600 bis 38.500 Tiere, (2008) 37.935 bis 47.122 Tiere, (2012) 39.136 bis 44.940 Tiere; ferner im Jahr 2012 weltweit 44.000 bis 51.000 Großtrappen.
Die Großtrappe ist im mitteleuropäischen Verbreitungsgebiet ein Jahresvogel.

## Lebensraum
Großtrappen brauchen weiträumig offenes Gelände, auf dem sie Störungen frühzeitig erkennen können. Als Primärbiotop sind Steppen auf Schwarzerdeböden anzusehen. In Mitteleuropa kam die Art früher auf Heide-, Öd- und Brachflächen vor. Heute wird der Lebensraum von Ackerflächen, Kultursteppen und Grünwiesen mit einer möglichst vielseitigen Kulturform gebildet. Die Standortvögel Mitteleuropas leben in Regionen, in denen die Schneedecke gering bleibt und nur von geringer Dauer ist, die Jahresniederschlagsmengen im Schnitt unter 600 mm bleiben, und im Sommer hohe Temperaturen vorherrschen. In Mitteleuropa werden von der Großtrappe nur noch Tieflagen besiedelt, wohingegen sie in Spanien auch in Lagen über 1000 Höhenmeter vorkommt. Wichtig ist, dass ausreichend Winternahrung vorhanden ist. Dabei spielt in Mitteleuropa Raps als Zwischenfrucht eine Rolle, ansonsten Kultur- und Wildkräuter.

## Verhalten
Großtrappen leben nach Geschlechtern getrennt in Gruppen. Sie halten sich bei jeder erdenklichen Witterung immer auf freiem Feld auf.
Auch wenn diese Vogelart auf das Leben am Boden ausgelegt ist, und sie sich mit ihrem Gewicht an der Obergrenze der Flugfähigkeit bei Vögeln befindet, so gehört doch auch das Fliegen zu ihren Wesenselementen. Zum Abheben müssen sich die Trappen gegen den Wind richten und zunächst einige Hüpfer durchführen. Geflogen wird als Reaktion auf Störungen, aber auch um Flächen mit unterschiedlichem Bewuchs je nach Bedarf anzusteuern. Darüber hinaus streift ein Teil der Individuen, meist der jüngeren Jahrgänge, auf der Suche nach neuen Siedlungsräumen in begrenztem Maße weiter umher. Zwischen den Populationen in den drei derzeitigen Vorkommensgebieten Deutschlands, welche jeweils etwa 30 km voneinander entfernt liegen, besteht auf jeden Fall ein laufender Austausch.
Die Fluchtdistanz gegenüber dem Menschen ist außergewöhnlich groß. Man kann diesen Vogel daher nicht in der gleichen Weise beobachten wie z. B. Kranich, Weißstorch und Graureiher. Im Umfeld von traditionellen Balzstätten sind spezielle Beobachtungstürme aufgestellt worden, welche optisch mit einer Baumgruppe verschmelzen und zu denen der Zugang hinter einer Gebüschreihe erfolgt. Sonst würden die Trappen eine Annäherung mit Abflug quittieren.
Bei der Großtrappe handelt es sich um ein weitestgehend stummes Tier ohne nennenswerte Lautäußerungen.

## Ernährung
Erwachsene Tiere fressen Kräuter, Körner, Samen, Früchte, Insekten und Kleinsäuger. Bei der Pflanzennahrung spielen insbesondere Klee, Erbse, Esparsette, Luzerne, eine Reihe von Kreuzblütlern sowie Wiesen- und Ackerkräuter eine Rolle. Sie fressen außerdem auch Beeren, Rhizome und Zwiebeln. Großtrappen können giftige Blasenkäfer der Gattung Meloe fressen, um sich selbst zu behandeln (Zoopharmakognosie), was die sexuelle Erregung der männlichen Tiere erhöht. Einige Pflanzen, die während der Paarungszeit ausgewählt wurden, zeigten In-vitro-Aktivität gegen Labormodelle von Parasiten und Krankheitserregern.

## Fortpflanzung
Für die Balz im Frühjahr wird ein ausgewähltes, oft traditionell benutztes Landstück aufgesucht. Zunächst kommt es dort zu Rangeleien zwischen den Männchen. Dominante Individuen spreizen dann ihr Gefieder und stülpen es derart um, dass sozusagen ein riesiger, unregelmäßig geformter, weißer Federball entsteht, der in der offenen Landschaft – besonders in der Dämmerung – weithin auffällt. Zusätzlich plustern sie ihren Kehlsack auf und richten die Bartfedern nach oben. Gegenüber den angelockten Weibchen wird sich so von allen Seiten präsentiert. Zur weiteren Anbahnung versuchen die Hähne auch mit den Flügeln den Hennen auf den Rücken zu klopfen. Nach den polygamen Kopulationsvorgängen endet der Kontakt zwischen den Geschlechtern für ein Jahr. Das weitere Fortpflanzungsgeschehen ist Sache des Weibchens allein.
Meist zwei, seltener drei Eier werden in eine einfache Bodenmulde gelegt und 21 bis 26 Tage lang bebrütet. Als Nestflüchter können die Küken schon ab dem zweiten Lebenstag ihrer Mutter folgen. Dennoch fressen sie noch nicht selbständig, sondern werden etwa zwei Wochen lang mit Insekten (v. a. Heuschrecken) und anderen Kleintieren gefüttert. In der Folge schließen sich die Jungtiere zusammen mit ihrer Mutter einer Weibchengruppe an, bis sie nach dem nächsten Winter endgültig das Erwachsenenstadium beginnen. Die Lebenserwartung beträgt bis zu über 20 Jahre.

## Schutzstatus und Schutzmaßnahmen
Die Großtrappe ist in Deutschland und Österreich vom Aussterben bedroht (Rote Liste Kategorie 1 bzw. Critically Endangered). Sie zählt zum Anhang I der EU-Vogelschutzrichtlinie (RL 79/409/EWG).
Beim Bau der Eisenbahnschnellfahrstrecke Hannover–Berlin durch das Havelländische Luch ab Ende 1996 wurden sowohl während der Bauphase als auch an der fertigen Strecke Maßnahmen zum Schutz der Großtrappen ergriffen, um das Gebiet als Lebensraum für die Tiere zu erhalten. Dazu wurde die Strecke im Trappeneinstandsgebiet mit hohen Erdwällen umgeben, damit die Vögel nicht in die Stromleitungen der Bahn fliegen.
Im Rahmen von Life-Projekten der EU wurden von 2005 bis 2010 gemeinsam in Österreich, Ungarn und der Slowakei Schutzprojekte durchgeführt, um die Population wieder zu erhöhen. Einen großen Beitrag dazu lieferte die Erdverkabelung von Mittelspannungsleitungen und die Markierung von Hochspannungsleitungen, die durch die geringe Flughöhe der Vögel oft zur tödlichen Falle werden. In Niederösterreich und im Burgenland wurden insgesamt 47,4 km oberirdische Mittelspannungsleitungen entfernt und 150 km Hochspannungsleitungen markiert. Im Rahmen des Projektes wurden rund 3500 Hektar Trappenschutzflächen als Brut- und Nahrungshabitate angelegt. Es wurden eigens sogenannte Trappenbrachen und Winteräsungsflächen mit Raps angelegt. Seitens der Europäischen Kommission wurde im Herbst 2010 das Trappenschutz-Folgeprojekt bis 2015 mit 4,5 Millionen Euro genehmigt.
In Deutschland führen der Förderverein Großtrappenschutz e. V. und Behörden in den drei Einstandsgebieten Havelländisches Luch, Belziger Landschaftswiesen und Fiener Bruch umfangreiche Schutzmaßnahmen durch, welche von den Bundesländern, Kreisen und der EU bzw. aus Spendengeldern bezahlt werden. Zur Habitatverbesserung wird eine Aushagerung des Grünlandes und eine Wiederherstellung des Offenlandcharakters durchgeführt. Es findet teilweise eine Abstimmung der Bewirtschaftungstermine im Sinne des Großtrappenschutzes statt. Landwirte bekommen Ausgleichszahlungen für die Anlage spezieller Futterstreifen, das Belassen von Altgrasstreifen, den Verzicht auf eine Düngung und Nutzungsverzicht auf Teilflächen. Auf 4200 ha Land findet eine für den Trappenschutz angepasste Nutzung statt. Die Biodiversität hat auf diesen Flächen stark zugenommen. Insbesondere die für junge Trappen als Nahrung überlebenswichtigen Insekten haben stark zugenommen. Eine intensive Prädatorenbekämpfung von Rotfuchs, Dachs, Waschbär und Marderhund erfolgt mit Fallen und Gewehren durch örtliche Jäger. Jeweils eine Grünlandfläche pro Einstandsgebiet hat man mit einem raubsäugersicheren Zaun eingezäunt. 2021 waren bereits sieben Flächen mit 130 ha Fläche raubsäugersicher eingezäunt, davon eine 14 ha große Fläche im Zerbster Land, wo 2022 Auswilderungen beginnen sollen. Im Zerbster Land war der Brutbestand erst in den 1990er Jahren erloschen. Eine intensive Öffentlichkeitsarbeit zur Steigerung der Akzeptanz des Trappenschutzprojekts läuft. Gefährdete Gelege werden geborgen und künstlich ausgebrütet. Die geschlüpften Jungtrappen werden aufgezogen und später ausgewildert. Fast nur in raubsäugersicheren Zaungebieten wurden in den letzten Jahren Jungtrappen flügge. Probleme bereiten dem Großtrappenschutz der Ausbau der Windenergienutzung in den Wanderkorridoren zwischen den drei deutschen Einstandsgebieten und in Wintereinstandsgebieten der Großtrappen und der Anbau von für Großtrappen nicht nutzbarem Mais. In Deutschland stieg der Bestand der Großtrappen in ihren drei Brutgebieten von 55 Vögeln 1997 auf 347 Großtrappen 2021, davon im Havelländischen Luch 142, in den Belziger Landschaftswiesen 88 und im Fiener Bruch 117 Individuen.

## Gefährdungsursachen
Zum Bestandsrückgang der Großtrappe hat die zunehmende Fragmentierung der Brutgebiete beigetragen, wobei gleichzeitig die Landwirtschaft intensiviert und mechanisiert wurde, was zu einer zeitlich hohen Dichte an Bearbeitungsvorgängen und damit zu einer Störung der Brutvögel führte. Nachteilig wirken sich der Umbruch von Grasländern in Ackerflächen, die Aufgabe der Dreifelderwirtschaft und der zunehmende Anbau von Mais bei gleichzeitigem Rückgang der Luzerne aus. Die Intensivierung der Landwirtschaft hat zu einem dichteren Wachstum der Kulturpflanzen geführt. Jungvögel können sich in solch dichtem Ackerland nur mit größerer Mühe bewegen. Gleichzeitig kommt es zu einer Verschlechterung des Bodenklimas in Bodennähe, wo es auf Grund des dichteren Stands der Pflanzen kühler und feuchter ist. Ebenso ist das für die Jungaufzucht wesentliche Angebot an Insekten dadurch verringert.
Innerhalb der Schutzgebiete stellt die Zunahme der Fuchsbestände in offenen Wiesenlandschaften dank Tollwutimpfung und der Wildschweine, deren Anzahl sich mit dem Anbau von Energiepflanzen erhöht hat, die Hauptgefahr für die Brut dar.
Die Bejagung spielte beim Bestandsrückgang der Großtrappe früher ebenfalls eine Rolle. In Spanien wurden bis 1980 jährlich noch bis zu zweitausend Individuen geschossen. Gejagt wurden insbesondere die auffallenderen und dominanten Männchen, also jene, die für einen Großteil des Nachwuchses sorgten. Die Jagd auf die Großtrappe ist in Europa mittlerweile verboten.

## Bestand und Bestandsentwicklung
Aufgrund günstiger Rahmenbedingungen in Mitteleuropa gab es im 18. Jahrhundert für diese Art die größten Bestandszahlen und die weiteste Verbreitung. Brehm kann noch 1867 in seinem populären „Leben der Vögel“ feststellen, dass die Großtrappe „selbst in den bestbebauten Gegenden noch in ziemlicher Menge“ vorkommt. Lebensraumveränderungen ab Mitte des 19. Jahrhunderts leiteten dann einen Bestandsrückgang ein, bei dem vielerorts die Brutvorkommen verschwanden. Aufgrund dieser Bestandsrückgänge waren bereits zu Beginn des 20. Jahrhunderts in Mitteleuropa die Verbreitungsgebiete in zwei Teile zerfallen und in sich zersplittert. Das eine Verbreitungsgebiet erstreckte sich im Nordosten Mitteleuropas über das Gebiet des heutigen Ostdeutschlands und Polens, das andere lag im Südosten Mitteleuropas und verlief von Österreich, Ungarn bis Tschechien und zur Slowakei. In Polen versiegte das Vorkommen 1987.

### Deutschland

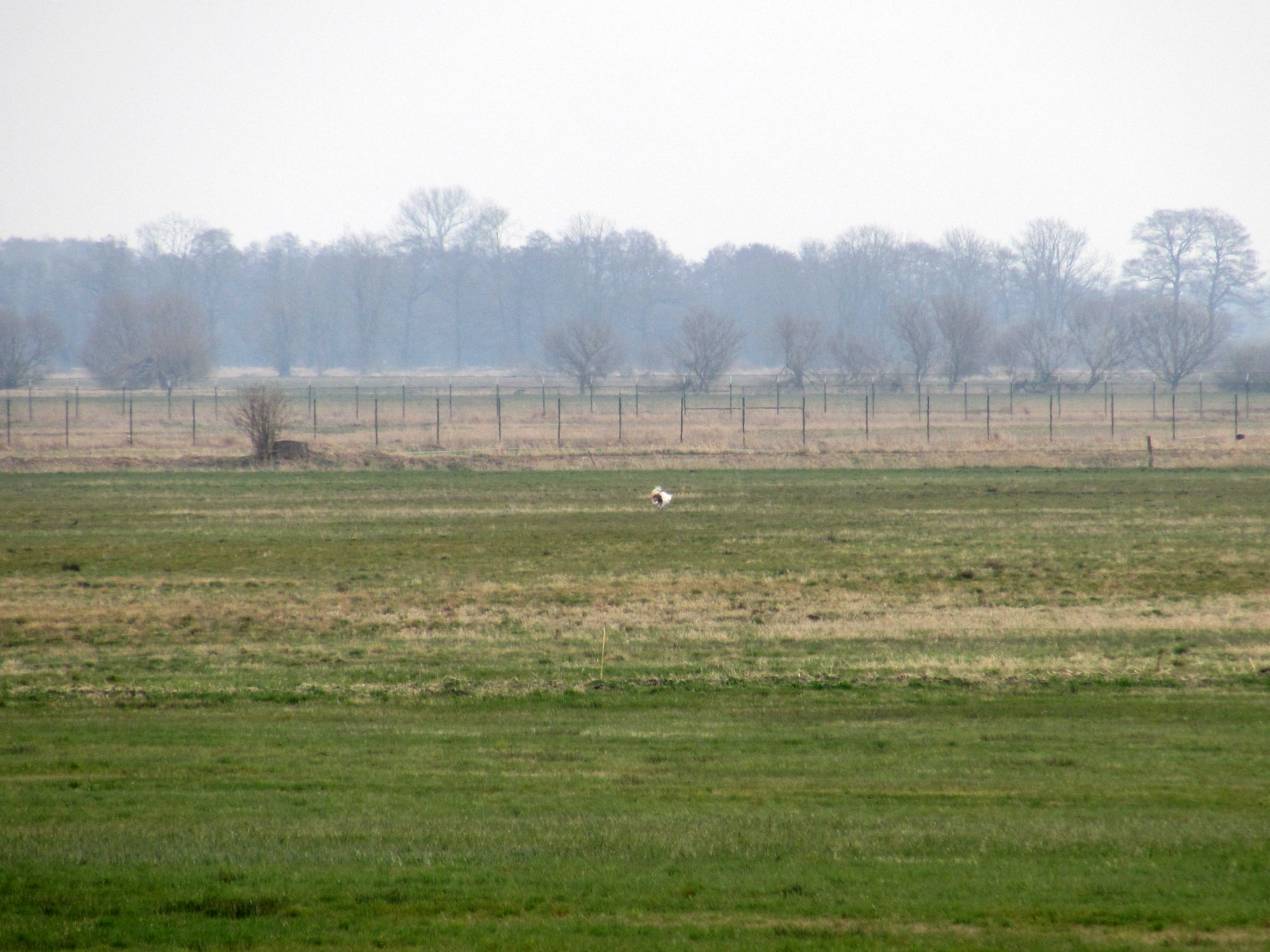
Umzäuntes Areal zum Schutz der Großtrappen vor Fressfeinden im Fiener Bruch, davor ein balzender Hahn im April 2016

Die Großtrappe als Brutvogel verschwand ab etwa 1850 in Hessen, ab 1885 in Niedersachsen, ab 1935 in Baden und ab 1948 in Thüringen. Im Osten des heutigen Deutschlands gab es 1940 noch 4000 Individuen. Nachdem die Großtrappen in den 1990er Jahren in allen weiteren Gebieten in Deutschland ausstarben, sind die letzten Rückzugsgebiete die geschützten Bereiche Havelländisches Luch, Belziger Landschaftswiesen und Fiener Bruch. Bis zur Mitte der 1990er Jahre nahmen die Bestände deutschlandweit auf 81 bis 98 Individuen ab, sodass ein vollständiges Aussterben zu befürchten war.
Nach jährlichen Bestandsaufnahmen in Brandenburg gehen die Naturschutzbehörden mittlerweile von einer realistischen Überlebenschance für den Vogel aus. Im Frühjahr 2006 wurden in Brandenburg 101 Großtrappen gezählt, Mitte der 1990er Jahre  waren es nur 57 Tiere gewesen. Von 2009 auf 2010 ging der Bestand durch Verluste im Winter nach Jahren erstmals wieder zurück: 2010 wurden 107 Altvögel gezählt – gegenüber 114 im Jahr 2009. Durch Verluste im Winter 2010/2011 sank der Bestand weiter auf rund 100 Individuen.
Seit 2012 ist ein kontinuierlicher Anstieg der Populationsgröße zu verzeichnen. Nach Angaben des Landes Brandenburg wurden 123 Vögel im Februar 2012 gezählt. Sie verteilten sich wie folgt auf die drei Einstandsgebiete: Naturschutzgebiet Havelländisches Luch (Brandenburg): 51 Tiere, Belziger Landschaftswiesen (Brandenburg): 39 Tiere, Fiener Bruch (Sachsen-Anhalt/Brandenburg): 33 Tiere. Im November 2012 konnten im Havelländischen Luch 56, in den Belziger Landschaftswiesen 43 und im Fiener Bruch 46 Individuen gezählt werden. Der Bestand betrug somit 145 Tiere. Im März 2014 gab es etwa 165 Großtrappen deutschlandweit. Bei der jährlichen Bestandserhebung zum Ende des Winters im Februar 2015 wurden 197 Individuen gezählt. Im März wurde erstmals seit Jahren ein Tier deutlich außerhalb der drei Bestandsgebiete in der Nähe der Stadt Ueckermünde in Mecklenburg-Vorpommern gesichtet. Im folgenden Jahr 2016 betrug die Zahl der Großtrappen 232 Individuen, was eine Zunahme gegenüber dem Vorjahr von 17,8 % bedeutet. 88 Großtrappen wurden im Havelländischen Luch und jeweils 72 in den Belziger Landschaftswiesen und im Fiener Bruch gezählt.
2021 wurden in Brandenburg und Sachsen-Anhalt 347 Tiere gezählt. Die Bestände in Deutschland sind damit auf dem höchsten Stand seit 40 Jahren.

### Österreich
In Österreich ging der Bestand von etwa 700 Tieren Mitte des 20. Jahrhunderts auf etwa 60 gegen Ende des Jahrhunderts zurück. Seit 1995 wurden im Rahmen des Agrar-Umweltprogramms ÖPUL bisher rund 5300 Hektar spezielle Trappenschutzflächen angelegt. 2005 wurden auf dem Gebiet der Parndorfer Platte und im Heideboden rund 90 Exemplare gezählt, 2011 bereits rund 150. Im Winter 2011/2012 konnten in diesem Gebiet 335 Großtrappen gezählt werden. Für das Jahr 2016 wurde ein Bestand von 495 Großtrappen in Österreich ermittelt.

### Tschechien
In Südmähren ist die Großtrappe nach neuzeitlichen Aufzeichnungen seit 1904 nachweislich. Regelmäßige Erfassungen der Population begannen Anfang der 1970er Jahre, wobei zunächst eine stabile Population von 31 bis 37 Exemplaren festgestellt wurde. Das Geschlechterverhältnis lag etwa bei einem Hahn auf zwei Hennen. Der größte Bestand wurde 1982 mit 44 Exemplaren erfasst. Nachdem Anfang 1983 im Überwinterungsgebiet der Trappen ein landwirtschaftlicher Feldflugplatz angelegt worden war, wurde die Population auseinandergerissen. Danach war ihr Bestand in Folge der Intensivierung der landwirtschaftlichen Produktion stetig rückläufig; außerdem verendeten mehrere Exemplare an Hochspannungsleitungen. Nach 1996 war in Tschechien kein Nistplatz der Großtrappe mehr bekannt. Seit dieser Zeit wurden im Okres Znojmo zwar immer wieder einzelne oder mehrere Exemplare des Vogels gesichtet, die vermutlich aus der Gegend um Retz in Österreich stammten. Das österreichische Trappenschutzprogramm führte auch zur Rückkehr des Vogels in sein südmährisches Hauptverbreitungsgebiet. Im Jahre 2006 wurde bei Morašice erstmals wieder ein Nistplatz der Großtrappe in Tschechien, in dem drei Jungvögel aufgezogen wurden, festgestellt.

### Bestände im sonstigen Verbreitungsgebiet

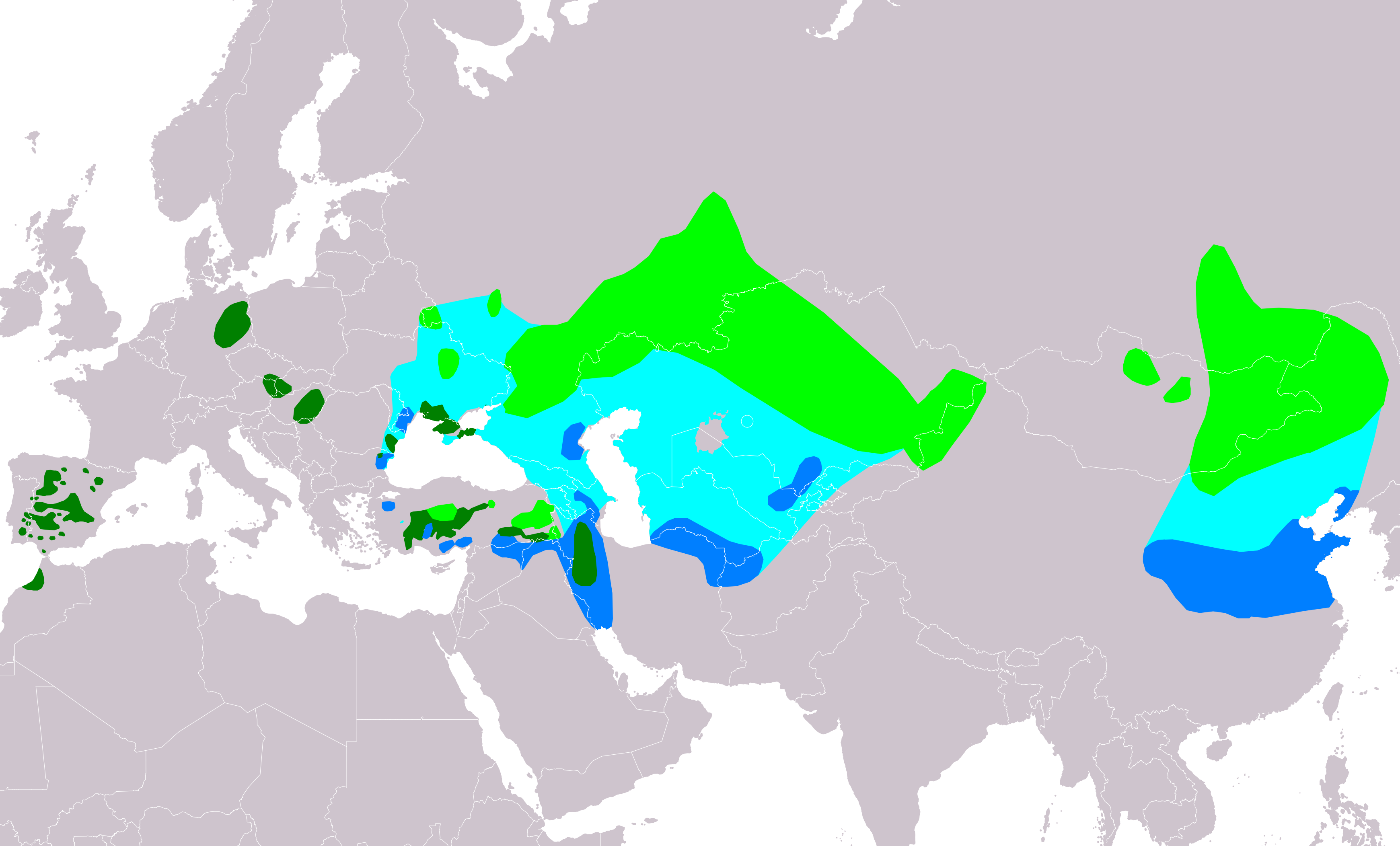
Verbreitungsgebiet der Großtrappe:
Brutgebiete
Ganzjähriges Vorkommen
Migration
Überwinterungsgebiete

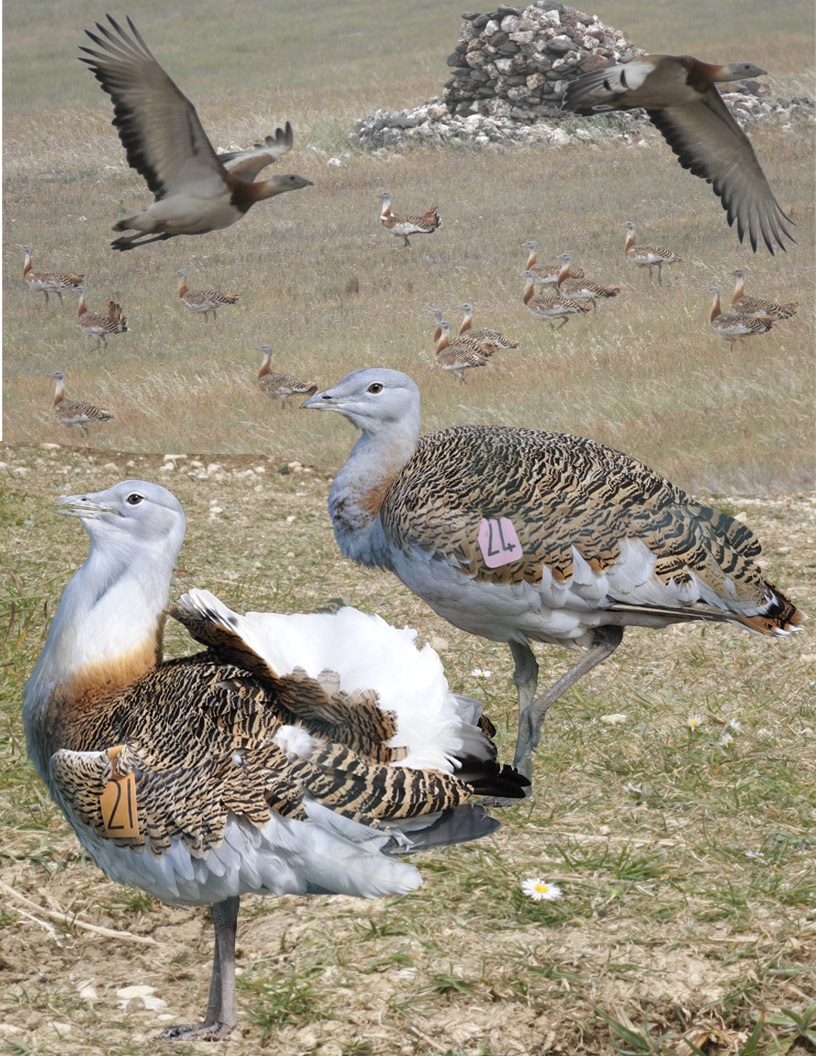
Großtrappen-Illustration

Der mitteleuropäische Verbreitungsschwerpunkt ist Ungarn mit 1500 bis 1600 Individuen (Stand 2016). Der mitteleuropäische Gesamtbestand wurde 2005 auf 1250 bis 1450 Individuen geschätzt. Der Bestand wuchs erfreulicherweise bis zum Jahr 2016 auf 2700 Individuen. In ganz Europa kamen 2005 31.000 bis 36.000 Individuen vor, 2016 etwa 38.000 bis 45.000. Europäische Verbreitungsschwerpunkte sind Russland mit 5000 bis 6000 Individuen und Spanien mit mehr als der Hälfte des Weltbestandes, wo noch 30.000 Individuen leben. Ein Hauptverbreitungsgebiet dort ist die Extremadura.
Weitere Vorkommen von Otis tarda tarda gibt es in Portugal (1400), der Ukraine (550), der Slowakei (390) und Marokko (50). In Großbritannien, wo diese Art seit 1832 verschwunden war, läuft seit 1998 ein Wiederansiedlungsprojekt im Gebiet Salisbury Plain. Der Versuch ist bisher nicht erfolgversprechend, da die aus russischen Eiern erbrüteten und als Jungvögel ausgesetzten Tiere den Zugtrieb ererbt haben und den Flug in die französischen Überwinterungsquartiere und zurück mehrheitlich nicht schafften. Da nach neun Jahren Auswilderung lediglich etwas mehr als zehn Vögel überlebt haben, ist die Einfuhr von Großtrappeneiern aus Russland 2012 beendet worden. Zur Wiederansiedlung sollen nun Individuen anderer Herkunftsländer gefunden werden, die keinen Zugtrieb haben.
Die östliche Unterart Otis tarda dybowskii ist noch in der Mongolei (100–500 (?)) und Südrussland (100–200 (?)) anzutreffen.